# Bluebugging
Bluebugging è una forma di attacco bluetooth spesso causato da una mancanza di conoscenza. Durante il progredire delle scoperte nella società, gli attacchi bluetooth fecero la loro comparsa con il bluejacking, seguito dal bluesnarfing, e come spiega questo articolo più avanti, con lo Bluebugging.

## Storia
Bluebugging fu inizialmente scoperto da un ricercatore tedesco Herfurt. Il suo programma Bluebug permetteva all'utente di prendere il controllo del telefono della vittima, e quest'ultimo, a sua volta, poteva essere usato per chiamarsi. In altre parole, questo significava che l'utente del programma Bluebug poteva semplicemente ascoltare ogni conversazione che la sua vittima aveva nella sua vita di tutti i giorni. In più, questo programma permetteva di creare una redirezione di chiamata, dove l'utente poteva essere il destinatario ultimo delle chiamate inizialmente indirizzate alla sua vittima.

### Sviluppo
Bluebugging nasce nel 2004. Esattamente un anno dopo che iniziò il bluejacking.
Inizialmente, il Bluebugging fu sviluppato mediante i pc portatili. Con l'avvento dei potenti PDAs e dei dispositivi mobili, ormai, Bluebugging può essere ovunque anche da essi. In pratica, questo tipo di attacco convince la vittima a rinunciare alla sua protezione/sicurezza creando una "backdoor", prima che il controllo del telefono ritorni tacitamente al suo legittimo proprietario.
Ulteriori sviluppi degli attrezzi del Bluebugging hanno permesso di prendere il controllo del telefono della vittima, mediante l'uso del canale Bluetooth. Riesce a fare questo pretendendo di essere l'utente bluetooth del telefono e quindi "ingannando" il telefono e costringendolo ad obbedire ai suoi comandi. Non solo possono fare chiamate, ma anche mandare messaggi, leggere la rubrica, esaminare il calendario, ecc.; essenzialmente come già fa lo bluesnarfing, essi possono fare ogni cosa il telefono può fare indipendentemente dal fatto che la vittima sappia o non sappia usare quella capacità del telefono. Il problema comunque giace nel limitato raggio di azione che permette al Bluebugging di espletarsi. In altre parole, questo metodo di intrusione è limitato dalla potenza trasmittente di classe 2 delle radio Bluetooth, normalmente a 10-15 metri. Comunque, questo raggio di azione può essere facilmente esteso con l'avvento delle antenne direzionali.

## Esempi
Uno degli esempi di Bluebugging meglio conosciuto serve per attaccare il telefono Nokia 6310i. Questo è giustificato perché il telefono è uno dei primi modelli. L'installazione di questo telefono includeva un'implementazione fallata di Bluetooth che, fortunatamente, è stata sistemata grazie alle più recenti versioni di firmware (i.e. autenticazione pinware e/o inserimento di PIN) disponibili presso ciascun rivenditore. Come ogni nuovo ritrovato di tecnologia, ormai, questo nuovo firmware non ferma gli hacker dal penetrare in questi dispositivi; piuttosto ne rallenta la loro riuscita per un breve periodo. Per l'utente medio, comunque, la sicurezza personale (per esempio, uso e protezione di un PIN basato su cifre multiple) e conoscenze occasionali possono rendere questo compito molto più difficile e forzare quelli che commettono il Bluebugging a dipendere da hardware speciale e un enorme ammontare di potenza di calcolo per avere.
Uno potrebbe comunemente notare, comunque, che come ogni crimine di intrusione, il Bluebugging, è ancora completamente illegale nella maggior parte delle nazioni degli Stati Uniti.